# Condensador de flujo

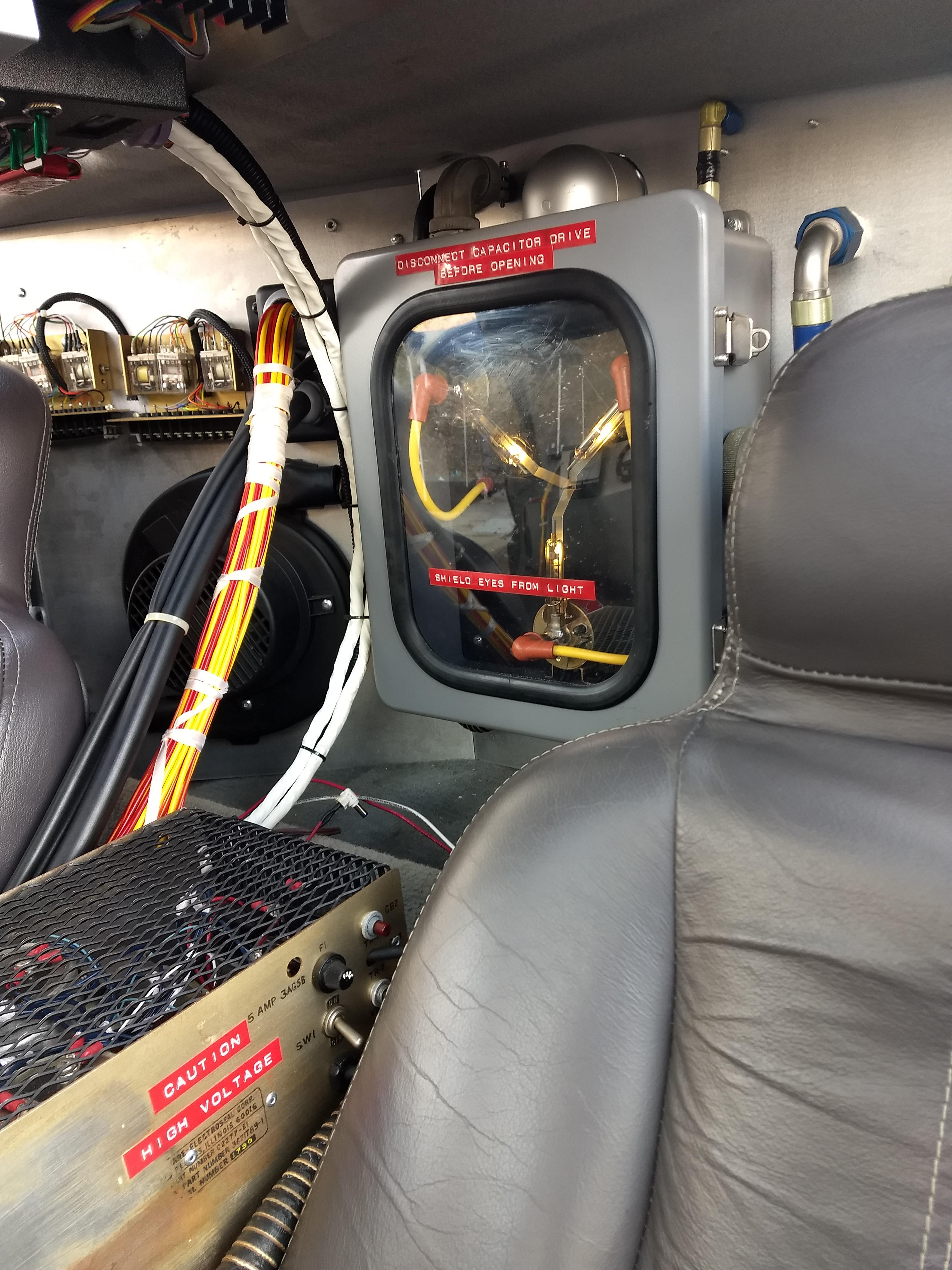
Condensador de flujo (flux capacitor en inglés).

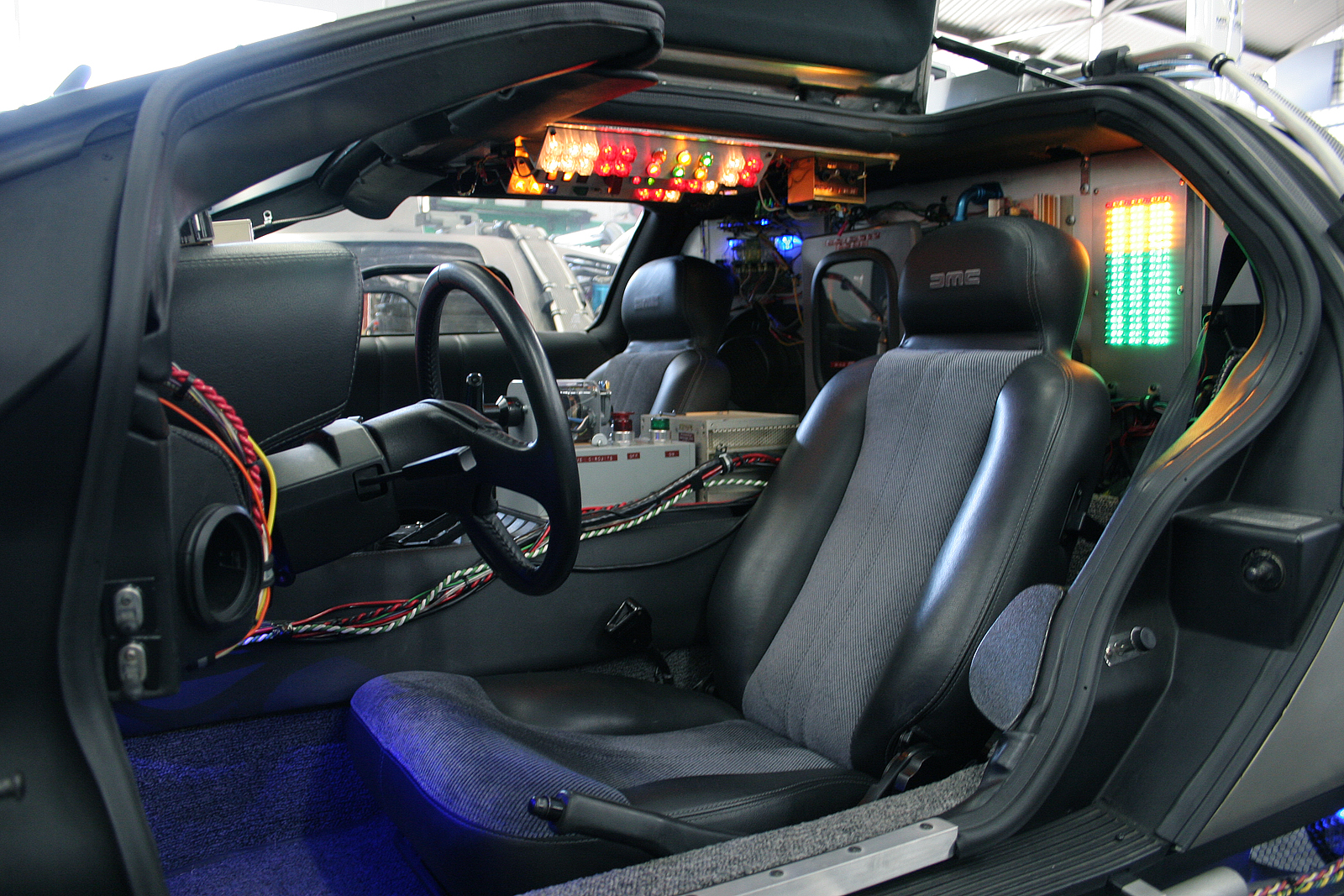
Interior de una máquina del tiempo DeLorean, con un condensador de flujo detrás de los asientos.

Condensador de flujo (conocido en España como condensador de fluzo por una traducción que pretendía evitar una posible connotación sexual) es un término traducido del inglés flux capacitor, referido al componente principal de la máquina del tiempo creada por el doctor Emmett Brown (interpretado por Christopher Lloyd) en la película Back to the Future, y que aparece tanto en sus dos secuelas como en la serie animada. En palabras de su inventor: "es lo que hace que los viajes en el tiempo sean posibles".
Debido a su popularidad, el condensador de flujo ha sido adoptado por varios autores de ciencia ficción que no desean explicar los detalles técnicos de los viajes en el tiempo que proponen, de una forma similar a como es utilizado el cerebro positrónico ideado por Isaac Asimov para sus robots.

## Funcionamiento
La película no aclara cómo funciona exactamente el condensador de flujo. Consiste aparentemente en una caja con tres pequeñas lámparas incandescentes centelleantes, colocadas en forma de "Y", y situada detrás entre los asientos de la máquina del tiempo, un automóvil DMC DeLorean. Cuando el automóvil se aproxima a una velocidad de 88 millas por hora (140 km/h), la luz que emiten las lámparas del condensador de flujo destellan con más rapidez, hasta emitir una luz constante. La carrocería de acero inoxidable del De Lorean produce la "dispersión del flujo" cuando el condensador se activa, aunque el inventor es interrumpido antes de que pueda finalizar la explicación acerca de su funcionamiento. Es posible apreciar cómo desde la parte superior del vehículo sale un haz de energía que abre una discontinuidad frente al DeLorean, el cual acaba por internarse finalmente en la misma en un estallido de luz y humo, dejando un par de estelas ígneas como prueba del suceso.
Al final de la tercera película de la trilogía, cuando Doc Brown convierte una locomotora de vapor en una máquina del tiempo, el condensador de flujo se encuentra situado al frente de la máquina, justo encima de la caldera.

## Historia
Tal como cuenta a Marty McFly, Doc Brown tuvo la idea del condensador de flujo el 5 de noviembre de 1955, tras golpearse en la cabeza con el lavabo al resbalar cuando trataba de colgar un reloj de pared en el baño subido en el retrete. La idea acudió a él como una visión cuando despertó del estado de inconsciencia.
Para permitir el viaje a través del tiempo del DeLorean, el dispositivo demanda una cantidad de potencia de 1,21 GW de electricidad, suministrada por un reactor nuclear alimentado con pequeñas barras de plutonio. Asimismo, el viaje en el tiempo exige que la máquina esté desplazándose a una velocidad de 88 mph (140 km/h), velocidad que alcanza el vehículo con su locomoción propia, en este caso por medio de un motor de combustión interna. Los dos primeros viajes se realizaron el 26 de octubre de 1985, el primero de un minuto adelante en el tiempo (desde las 01:20 a las 01:21), tripulado por Einstein, el perro del inventor; y el segundo desde ese día hasta el 5 de noviembre de 1955. Ambos viajes transcurrieron sin ninguna complicación con esta combinación de factores. 
Sin embargo, un imprevisto impidió llevar el plutonio en el segundo viaje, y al ser la disponibilidad de plutonio en 1955 prácticamente nula, hubo de utilizarse un rayo que cayó sobre la torre del juzgado de Hill Valley para suministrar la energía necesaria para el regreso. El conocimiento del momento preciso de la caída del rayo (a las 10:04 p. m. del 12 de noviembre de 1955) se obtuvo gracias a un folleto de 1985 que informaba del suceso acaecido 30 años atrás. El rayo fue conectado por medio de un cable eléctrico industrial desde el reloj de la torre a otro cable ubicado entre dos farolas, que trasladaron la energía directamente al condensador de flujo mientras el vehículo tocaba el cable con un gancho cuando se desplazaba a 88 mph.
Tras regresar a 1985, el plutonio fue de nuevo utilizado para viajar hasta el año 2015. En esta estancia en el futuro, el reactor de fisión fue sustituido por un reactor de fusión de uso doméstico desarrollado en esta época por la empresa ficticia Mr. Fusion, que permitía el uso de basura como combustible. Tras varios viajes acaecidos durante la segunda película, el De Lorean fue enviado al pasado por un rayo cuando se hallaba de nuevo en el año 1955, esta vez por accidente. La energía liberada por el relámpago alcanzó al condensador de flujo, enviando la máquina del tiempo hasta 1885. Se desconoce cómo pudo ocurrir este inesperado viaje, ya que el vehículo flotaba en el aire en ese momento y no se desplazaba a la velocidad necesaria para el viaje. Es probable que la ocasional combinación entre la tormenta eléctrica en la que se vio inmerso, y los fallos en los circuitos de tiempo, detectados con anterioridad por Doc Brown (apreciándose durante unos instantes la fecha del 1 de enero de 1885 en el contador de a bordo), pudieran ser la causa de esta disfunción en el dispositivo.
La ausencia de gasolina en 1885 impidió que el vehículo dispusiese de su locomoción propia para alcanzar las 88 mph, por lo cual, tras un infructuoso intento por alcanzar esta velocidad con una recua de caballos, Doc Brown recurrió al empuje proporcionado por una locomotora de vapor sobre las vías del tren, alimentada con varios leños energéticos diseñados por el inventor para alcanzar la velocidad límite. Al regresar a 1985, el De Lorean quedó destruido al ser embestido por un tren moderno que circulaba por la vía en ese momento en sentido contrario, y el condensador de flujo original con él.

## Jigovatio
En el idioma original de la película se menciona que la potencia necesaria para que el dispositivo funcione es de 1.21 jigovatios (jigowatts). Robert Zemeckis y Bob Gale desconocían la grafía exacta de gigavatio (gigawatt en inglés), equivocándose al escribir el guion. Debido a esto, el jigovatio es considerado en muchos foros de Internet como una unidad ficticia, o utilizado para referirse humorísticamente a algún aspecto relacionado con la electricidad. El vocablo jigovatio es el que se utiliza en las novelizaciones de las dos últimas películas, mientras que la novela basada en la película original utiliza el término gigavatio.

## Electrónica
El concepto de flujo se usa generalmente en electrónica y teoría electromagnética y sus aplicaciones, pero raramente en el contexto de un condensador. En términos generales, flujo simplemente significa la rapidez con la que alguna cantidad (como la carga eléctrica) pasa a través de una superficie.